# Puchar Świata w snowboardzie 2002/2003
Puchar Świata w snowboardzie w sezonie 2002/2003 to 9. edycja tej imprezy. Cykl rozpoczął się 12 września 2002 roku w chilijskim Valle Nevado. Ostatnie zawody sezonu odbyły się natomiast 16 marca 2003 roku w szwajcarskiej miejscowości Arosa. Zawody rozgrywano w pięciu konkurencjach: slalom równoległy, gigant równoległy, snowcross, halfpipe i big air (tylko mężczyźni). Zrezygnowano z rozgrywania giganta, zlikwidowano osobne klasyfikacje dla konkurencji na rzecz jednej wspólnej (PAR).
Puchar Świata rozegrany został w 11 krajach i 13 miastach na 4 kontynentach. Najwięcej konkursów rozegranych zostało w Austrii i Kanadzie (6 dla mężczyzn i 5 dla kobiet).

## Konkurencje
- slalom równoległy (PSL)
- gigant równoległy (PGS)
- snowcross
- halfpipe
- big air

## Mężczyźni

### Kalendarz i wyniki
| Lp  | Data                  | Miejsce         | Konkurencja                               | Zwycięzca                                 | 2. miejsce                                | 3. miejsce                                |
| 1.  | 12 września 2002      | Valle Nevado    | Snowcross                                 | Drew Neilson                              | Xavier de Le Rue                          | Jonte Grundelius                          |
| 2.  | 13 września 2002      | Valle Nevado    | Halfpipe                                  | Andy Finch                                | Jan Michaelis                             | Antti Autti                               |
| 3.  | 15 września 2002      | Valle Nevado    | PGS                                       | Lukas Grüner                              | Mark Fawcett                              | Chris Klug                                |
| 4.  | 26 października 2002  | Berlin          | Big Air                                   | Björn Lindgren                            | Dmitrij Fiesienko                         | Antti Autti                               |
| 5.  | 29 października 2002  | Sölden          | PGS                                       | Mathieu Bozzetto                          | Felix Stadler                             | Alexander Maier                           |
| 6.  | 30 października 2002  | Sölden          | PSL                                       | Mathieu Bozzetto                          | Philipp Schoch                            | Harald Walder                             |
| 7.  | 1 grudnia 2002        | Laax            | Halfpipe                                  | Therry Brunner                            | Xaver Hoffmann                            | Magnus Sterner                            |
| 8.  | 6 grudnia 2002        | Tandådalen      | PGS                                       | Dejan Košir                               | Siegfried Grabner                         | Jasey-Jay Anderson                        |
| 9.  | 6 grudnia 2002        | Tandådalen      | PSL                                       | Markus Ebner                              | Mathieu Bozzetto                          | Daniel Biveson                            |
| 10. | 7 grudnia 2002        | Tandådalen      | Halfpipe                                  | Magnus Sterner                            | John Lönqvist                             | Halvor Lunn                               |
| 11. | 7 grudnia 2002        | Tandådalen      | Big Air                                   | Andreas Jakobsson                         | Erik Haugo                                | Sami Tuoriniemi                           |
| 12. | 18 grudnia 2002       | Whistler        | PSL                                       | Mathieu Bozzetto                          | Michael Dabringer                         | Felix Stadler                             |
| 13. | 19 grudnia 2002       | Whistler        | Halfpipe                                  | Domu Narita                               | Xaver Hoffmann                            | Vinzenz Lüps                              |
| 14. | 20 grudnia 2002       | Stoneham        | PGS                                       | Mathieu Bozzetto                          | Jasey-Jay Anderson                        | Gilles Jaquet                             |
| 15. | 20 grudnia 2002       | Stoneham        | PGS                                       | Philipp Schoch                            | Gilles Jaquet                             | Jasey-Jay Anderson                        |
| 16. | 21 grudnia 2002       | Stoneham        | Big Air                                   | Risto Mattila                             | Sami Tuoriniemi                           | Vinzenz Lüps                              |
| 17. | 21 grudnia 2002       | Stoneham        | Halfpipe                                  | Vinzenz Lüps                              | Magnus Sterner                            | Justin Lamoureux                          |
| 18. | 3 stycznia 2003       | Salzburg        | Big Air                                   | Jukka Erätuli                             | Florian Mausser                           | Sami Tuoriniemi                           |
| 19. | 5 stycznia 2003       | Badgastein      | PSL                                       | Mathieu Bozzetto                          | Philipp Schoch                            | Urs Eiselin                               |
| MŚ  | 13 - 19 stycznia 2003 | Kreischberg     | 5. Mistrzostwa Świata w Snowboardzie 2003 | 5. Mistrzostwa Świata w Snowboardzie 2003 | 5. Mistrzostwa Świata w Snowboardzie 2003 | 5. Mistrzostwa Świata w Snowboardzie 2003 |
| 20. | 25 stycznia 2003      | Berchtesgaden   | Snowcross                                 | Xavier de Le Rue                          | Francesco Sandrini                        | Tom Velisek                               |
| 21. | 26 stycznia 2003      | Berchtesgaden   | Snowcross                                 | Jasey-Jay Anderson                        | Mickael David                             | Xavier de Le Rue                          |
| 22. | 29 stycznia 2003      | San Candido     | Snowcross                                 | Jasey-Jay Anderson                        | Simone Malusa                             | Mickael David                             |
| 23. | 1 lutego 2003         | Monachium       | Big Air                                   | Jukka Erätuli                             | Sami Tuoriniemi                           | Jaakko Ruha                               |
| 24. | 4 lutego 2003         | Badgastein      | Snowcross                                 | Xavier de Le Rue                          | Lukas Grüner                              | Mario Fuchs                               |
| 25. | 5 lutego 2003         | Badgastein      | Snowcross                                 | Xavier de Le Rue                          | Mickael David                             | Sylvain Duclos                            |
| 26. | 8 lutego 2003         | Maribor         | PGS                                       | Nicolas Huet                              | Siegfried Grabner                         | Gilles Jaquet                             |
| 27. | 9 lutego 2003         | Maribor         | PSL                                       | Nicolas Huet                              | Siegfried Grabner                         | Mathieu Bozzetto                          |
| 28. | 14 lutego 2003        | Turyn           | Big Air                                   | Sami Tuoriniemi                           | Jukka Erätuli                             | Jaakko Ruha                               |
| 29. | 28 lutego 2003        | Sapporo         | Halfpipe                                  | Magnus Sterner                            | Tommy Czeschin                            | Domu Narita                               |
| 30. | 1 marca 2003          | Sapporo         | PGS                                       | Mathieu Bozzetto                          | Dejan Košir                               | Jasey-Jay Anderson                        |
| 31. | 1 marca 2003          | Sapporo         | PSL                                       | Mathieu Bozzetto                          | Daniel Biveson                            | Felix Stadler                             |
| 32. | 2 marca 2003          | Sapporo         | Halfpipe                                  | Xaver Hoffmann                            | Antti Autti                               | Tommy Czeschin                            |
| 33. | 7 marca 2003          | Serre Chevalier | PGS                                       | Simon Schoch                              | Markus Ebner                              | Mathieu Bozzetto                          |
| 34. | 8 marca 2003          | Serre Chevalier | Halfpipe                                  | Xaver Hoffmann                            | Gary Zebrowski                            | Crispin Lipscomb                          |
| 35. | 9 marca 2003          | Serre Chevalier | PSL                                       | Daniel Biveson                            | Michael Dabringer                         | Mathieu Bozzetto                          |
| 36. | 13 marca 2003         | Arosa           | Halfpipe                                  | Sergio Berger                             | Xaver Hoffmann                            | Gary Zebrowski                            |
| 37. | 14 marca 2003         | Arosa           | PGS                                       | Jasey-Jay Anderson                        | Mathieu Bozzetto                          | Dejan Košir                               |
| 38. | 15 marca 2003         | Arosa           | Big Air                                   | Jukka Erätuli                             | Florian Mausser                           | Micael Lundmark                           |
| 39. | 16 marca 2003         | Arosa           | Snowcross                                 | Drew Neilson                              | Xavier de Le Rue                          | Marco Huser                               |

### Klasyfikacje
| Lp.   | Zawodnik            | Punkty |
| ----- | ------------------- | ------ |
| 1.    | Jasey-Jay Anderson  | 814    |
| 2.    | Markus Ebner        | 588    |
| 3.    | Lukas Grüner        | 411    |
| 4.    | Felix Stadler       | 406    |
| 5.    | Alexander Maier     | 357    |
| 6.    | Nicolas Huet        | 325    |
| 7.    | Mateusz Ligocki     | 308    |
| 8.    | Seth Wescott        | 226    |
| 9.    | Michael Dabringer   | 213    |
| 10.   | Alexander Koller    | 186    |
| 11.   | Bartłomiej Mróz     | 180    |
| . . . |                     |        |
| NSK   | Wojciech Pająk      | -      |
| NSK   | Rafał S.-Malczewski | -      |
| NSK   | Marek Sąsiadek      | -      |
| NSK   | Michał Ligocki      | -      |

| Lp. | Zawodnik           | Punkty |
| --- | ------------------ | ------ |
| 1.  | Mathieu Bozzetto   | 11050  |
| 2.  | Dejan Košir        | 6370   |
| 3.  | Markus Ebner       | 5880   |
| 4.  | Gilles Jaquet      | 5530   |
| 5.  | Philipp Schoch     | 5490   |
| 6.  | Jasey-Jay Anderson | 5410   |
| 7.  | Felix Stadler      | 5270   |
| 8.  | Daniel Biveson     | 4900   |
| 9.  | Nicolas Huet       | 4860   |
| 10. | Siegfried Grabner  | 4380   |

| Lp.   | Zawodnik            | Punkty |
| ----- | ------------------- | ------ |
| 1.    | Xavier de Le Rue    | 5200   |
| 2.    | Jasey-Jay Anderson  | 3330   |
| 3.    | Mickael David       | 2960   |
| 4.    | Drew Neilson        | 2740   |
| 5.    | Sylvain Duclos      | 2440   |
| 6.    | Simone Malusa       | 1816   |
| 7.    | Guillaume Sachot    | 1810   |
| 8.    | Francesco Sandrini  | 1758   |
| 9.    | Markus Ebner        | 1500   |
| 10.   | Lukas Grüner        | 1310   |
| . . . |                     |        |
| 32.   | Mateusz Ligocki     | 539    |
| 80.   | Rafał S.-Malczewski | 36     |

| Lp.   | Zawodnik            | Punkty |
| ----- | ------------------- | ------ |
| 1.    | Xaver Hoffmann      | 5660   |
| 2.    | Magnus Sterner      | 4400   |
| 3.    | Domu Narita         | 2560   |
| 4.    | Gary Zebrowski      | 2260   |
| 5.    | Vinzenz Lüps        | 1890   |
| 6.    | Risto Mattila       | 1820   |
| 7.    | Antti Autti         | 1720   |
| 8.    | Crispin Lipscomb    | 1700   |
| 9.    | Jan Michaelis       | 1590   |
| 10.   | John Lönqvist       | 1525   |
| . . . |                     |        |
| 15.   | Mateusz Ligocki     | 1390   |
| 35.   | Michał Ligocki      | 544    |
| 62.   | Marek Sąsiadek      | 220    |
| 80.   | Rafał S.-Malczewski | 36     |

| Lp.   | Zawodnik        | Punkty |
| ----- | --------------- | ------ |
| 1.    | Jukka Erätuli   | 4260   |
| 2.    | Sami Tuoriniemi | 4056   |
| 3.    | Florian Mausser | 2478   |
| 4.    | Jaakko Ruha     | 2410   |
| 5.    | Antti Autti     | 2000   |
| 6.    | Simon Ax        | 1950   |
| 7.    | Juho Manninen   | 1930   |
| 8.    | Risto Mattila   | 1844   |
| 9.    | Aleksi Vanninen | 1818   |
| 10.   | Mateusz Ligocki | 1620   |
| . . . |                 |        |
| 72.   | Wojciech Pająk  | 110    |
| 87.   | Marek Sąsiadek  | 57     |
| 95.   | Michał Ligocki  | 36     |

## Kobiety

### Kalendarz i wyniki
| Lp  | Data                  | Miejsce         | Konkurencja                               | Zwyciężczyni                              | 2. miejsce                                | 3. miejsce                                |
| 1.  | 12 września 2002      | Valle Nevado    | Snowcross                                 | Ursula Fingerlos                          | Déborah Anthonioz                         | Marie Laissus                             |
| 2.  | 13 września 2002      | Valle Nevado    | Halfpipe                                  | Maëlle Ricker                             | Gretchen Bleiler                          | Kelly Clark                               |
| 3.  | 15 września 2002      | Valle Nevado    | PGS                                       | Nicolien Sauerbreij                       | Ursula Bruhin                             | Lisa Kosglow                              |
| 4.  | 29 października 2002  | Sölden          | PGS                                       | Isabelle Blanc                            | Stacia Hookom                             | Ursula Bruhin                             |
| 5.  | 30 października 2002  | Sölden          | PSL                                       | Ursula Bruhin                             | Nicolien Sauerbreij                       | Claudia Riegler                           |
| 6.  | 1 grudnia 2002        | Laax            | Halfpipe                                  | Sōko Yamaoka                              | Manuela Pesko                             | Fabienne Reuteler                         |
| 7.  | 6 grudnia 2002        | Tandådalen      | PGS                                       | Sara Fischer                              | Ursula Bruhin                             | Daniela Meuli                             |
| 8.  | 6 grudnia 2002        | Tandådalen      | PSL                                       | Rosey Fletcher                            | Ursula Bruhin                             | Manuela Riegler                           |
| 9.  | 7 grudnia 2002        | Tandådalen      | Halfpipe                                  | Kjersti Buaas                             | Stine Brun Kjeldås                        | Silvia Mittermüller                       |
| 10. | 17 grudnia 2002       | Whistler        | Halfpipe                                  | Manuela Pesko                             | Lori Glazier                              | Mercedes Nicoll                           |
| 11. | 18 grudnia 2002       | Whistler        | PSL                                       | Maria Kirchgasser-Pichler                 | Heidi Krings                              | Heidi Neururer                            |
| 12. | 20 grudnia 2002       | Stoneham        | PGS                                       | Sara Fischer                              | Aprilia Hägglöf                           | Heidi Neururer                            |
| 13. | 21 grudnia 2002       | Stoneham        | PGS                                       | Ursula Bruhin                             | Daniela Meuli                             | Marion Posch                              |
| 14. | 21 grudnia 2002       | Stoneham        | Halfpipe                                  | Heidi Kurkinen                            | Manuela Pesko                             | Andrea Schuler                            |
| 15. | 5 stycznia 2003       | Badgastein      | PSL                                       | Isabelle Blanc                            | Sara Fischer                              | Rosey Fletcher                            |
| MŚ  | 13 - 19 stycznia 2003 | Kreischberg     | 5. Mistrzostwa Świata w Snowboardzie 2003 | 5. Mistrzostwa Świata w Snowboardzie 2003 | 5. Mistrzostwa Świata w Snowboardzie 2003 | 5. Mistrzostwa Świata w Snowboardzie 2003 |
| 16. | 25 stycznia 2003      | Berchtesgaden   | Snowcross                                 | Olivia Nobs                               | Julie Pomagalski                          | Doresia Krings                            |
| 17. | 26 stycznia 2003      | Berchtesgaden   | Snowcross                                 | Karine Ruby                               | Ursula Fingerlos                          | Morgane Fleury                            |
| 18. | 29 stycznia 2003      | San Candido     | Snowcross                                 | Karine Ruby                               | Marie Laissus                             | Morgane Fleury                            |
| 19. | 4 lutego 2003         | Badgastein      | Snowcross                                 | Karine Ruby                               | Déborah Anthonioz                         | Emmanuelle Duboc                          |
| 20. | 5 lutego 2003         | Badgastein      | Snowcross                                 | Déborah Anthonioz                         | Olivia Nobs                               | Emmanuelle Duboc                          |
| 21. | 8 lutego 2003         | Maribor         | PGS                                       | Julie Pomagalski                          | Daniela Meuli                             | Isabelle Blanc                            |
| 22. | 9 lutego 2003         | Maribor         | PSL                                       | Nicolien Sauerbreij                       | Heidi Renoth                              | Julie Pomagalski                          |
| 23. | 28 lutego 2003        | Sapporo         | PGS                                       | Sara Fischer                              | Heidi Renoth                              | Heidi Krings                              |
| 24. | 1 marca 2003          | Sapporo         | Halfpipe                                  | Lesley McKenna                            | Natasza Zurek                             | Manuela Pesko                             |
| 25. | 1 marca 2003          | Sapporo         | PSL                                       | Doresia Krings                            | Manuela Riegler                           | Marion Posch                              |
| 26. | 2 marca 2003          | Sapporo         | Halfpipe                                  | Hannah Teter                              | Natasza Zurek                             | Tricia Byrnes                             |
| 27. | 7 marca 2003          | Serre Chevalier | PGS                                       | Heidi Krings                              | Julie Pomagalski                          | Ursula Fingerlos                          |
| 28. | 8 marca 2003          | Serre Chevalier | Halfpipe                                  | Nicola Pederzolli                         | Sophie Rodriguez                          | Paulina Ligocka                           |
| 29. | 9 marca 2003          | Serre Chevalier | PSL                                       | Isabelle Blanc                            | Ursula Bruhin                             | Nicolien Sauerbreij                       |
| 30. | 13 marca 2003         | Arosa           | Halfpipe                                  | Anna Olofsson                             | Nicola Pederzolli                         | Manuela Pesko                             |
| 31. | 14 marca 2003         | Arosa           | PGS                                       | Ursula Bruhin                             | Maria Kirchgasser-Pichler                 | Heidi Neururer                            |
| 32. | 15 marca 2003         | Arosa           | Snowcross                                 | Olivia Nobs                               | Tanja Frieden                             | Karine Ruby                               |

### Klasyfikacje
| Lp.   | Zawodniczka       | Punkty |
| ----- | ----------------- | ------ |
| 1.    | Karine Ruby       | 756    |
| 2.    | Doresia Krings    | 621    |
| 3.    | Ursula Fingerlos  | 613    |
| 4.    | Manuela Riegler   | 489    |
| 5.    | Doris Günther     | 471    |
| 6.    | Julie Pomagalski  | 403    |
| 7.    | Claudia Riegler   | 394    |
| 8.    | Heidi Krings      | 382    |
| 9.    | Nicola Pederzolli | 357    |
| 10.   | Lesley McKenna    | 356    |
| . . . |                   |        |
| NSK   | Paulina Ligocka   | -      |
| NSK   | Blanka Isielonis  | -      |
| NSK   | Małgorzata Kukucz | -      |
| NSK   | Marcelina Frycz   | -      |

| Lp.   | Zawodniczka               | Punkty |
| ----- | ------------------------- | ------ |
| 1.    | Ursula Bruhin             | 8910   |
| 2.    | Nicolien Sauerbreij       | 6240   |
| 3.    | Heidi Renoth              | 6080   |
| 4.    | Heidi Krings              | 5800   |
| 5.    | Isabelle Blanc            | 5660   |
| 6.    | Sara Fischer              | 5300   |
| 7.    | Manuela Riegler           | 5270   |
| 8.    | Maria Kirchgasser-Pichler | 5040   |
| 9.    | Heidi Neururer            | 4830   |
| 10.   | Daniela Meuli             | 3840   |
| . . . |                           |        |
| 26.   | Blanka Isielonis          | 1465   |
| 30.   | Małgorzata Kukucz         | 1115   |

| Lp. | Zawodniczka       | Punkty |
| --- | ----------------- | ------ |
| 1.  | Karine Ruby       | 4600   |
| 2.  | Olivia Nobs       | 3970   |
| 3.  | Déborah Anthonioz | 3960   |
| 4.  | Ursula Fingerlos  | 2950   |
| 5.  | Marie Laissus     | 2560   |
| 6.  | Doresia Krings    | 2470   |
| 7.  | Doris Günther     | 2130   |
| 8.  | Emmanuelle Duboc  | 2030   |
| 9.  | Morgane Fleury    | 1900   |
| 10. | Tanja Frieden     | 1490   |

| Lp.   | Zawodniczka         | Punkty |
| ----- | ------------------- | ------ |
| 1.    | Manuela Pesko       | 4250   |
| 2.    | Sōko Yamaoka        | 2870   |
| 3.    | Paulina Ligocka     | 2860   |
| 4.    | Nicola Pederzolli   | 2800   |
| 5.    | Lesley McKenna      | 2750   |
| 6.    | Heidi Kurkinen      | 2440   |
| 7.    | Silvia Mittermüller | 2370   |
| 7.    | Andrea Schuler      | 2370   |
| 9.    | Anna Olofsson       | 2250   |
| 10.   | Anna Hellman        | 2210   |
| . . . |                     |        |
| 32.   | Marcelina Frycz     | 540    |